# Ivan de Albuquerque
Ivan de Campos Albuquerque (Cuiabá, 21 de fevereiro de 1932 — Rio de Janeiro, 28 de outubro de 2001) foi um ator e diretor do teatro brasileiro.

## Biografia
Ivan iniciou-se no teatro em O Tablado e formou-se como diretor na Fundação Brasileira de Teatro - FBT, em 1958, ao lado de Rubens Corrêa, com quem trabalhou por mais de trinta anos.
Em 1959, através da parceria com Rubens Corrêa, Ivan funda o Teatro do Rio, localizado no antigo teatro São Jorge (atualmente Cacilda Becker), mais tarde, a atriz Leyla Ribeiro, esposa de Ivan, se junta à dupla na direção e administração do teatro.
Foi no palco do teatro do Rio que Ivan estreou como diretor com a peça Oscar, de Claude Magnier.Durante o período de existência do teatro do rio, Ivan e Rubens realizaram as peças 'Oscar', de Claude Magnier, com direção de Ivan, 1959; O Prodígio do Mundo Ocidental, de John Millington Synge, também dirigido por Ivan, 1960; A Falecida, de Nelson Rodrigues, encenado por Rubens, 1960; Espectros, de Henrik Ibsen, e O Círculo Vicioso, de Somerset Maugham, ambos com direção de Ziembinski, professor da dupla na Fundação Brasileira de Teatro - FBT, 1961; Pigmaleoa, de Millôr Fernandes, direção de Adolfo Celi, 1962; A Escada, de Jorge Andrade, dirigido por Ivan de Albuquerque, 1963; e Diário de um Louco, de Nikolai Gogol, em 1964, com direção de Ivan.
Em 1962, foi condecorado com todos os prêmios de melhor diretor do ano, através da direção da peça A Invasão (peça teatral), de Dias Gomes, espetáculo este que era marcado por uma elaborada circulação do numeroso elenco pelo cenário.
Em 1964, Ivan e Rubens iniciaram a construção do Teatro Ipanema, o palco do teatro é erguido onde antes existia um barracão construído para ensaio e depósito de cenários, no quintal da antiga residência de Rubens. Ainda no ano de 1964, Ivan foi para São Paulo trabalhar como ator no Teatro Oficina sob a direção de José Celso Martinez Corrêa, em Andorra, de Max Frisch.
Em 1968, é inaugurada a sede própria do teatro Ipanema, onde o diretor passa a utilizar novas perspectivas na linguagem teatral. Foi no palco do Ipanema que Ivan dirigiu O Jardim das Cerejeiras, de Anton Tchekhov, que lhe conferiu o Prêmio Molière de melhor diretor.
Em 1970, dirigindo O Arquiteto e o Imperador da Assíria, de Fernando Arrabal, peça interpretada pelos atores Rubens Corrêa e José Wilker, recebe os prêmios Molière e Governador do Estado de São Paulo.
Trabalhou como ator, em 1971 sob a direção de Rubens Corrêa em Hoje É Dia de Rock, de José Vicente. Este espetáculo foi considerado o maior sucesso do grupo Ipanema e um fenômeno na história do teatro.
Diante do autoritarismo político que atingiu toda a produção artística brasileira nesta época, Ivan passou quatro anos em recolhimento para meditação e estudos, reaparecendo no Teatro Ipanema, em 1977, dirigindo outra peça de José Vicente, A Chave das Minas, em que introduziu a companhia no teatro ritualístico.
Em 1981, recebeu o Troféu Mambembe de melhor direção por O Beijo da Mulher Aranha, de Manuel Puig. Em 1986, Ivan inovou com a montagem de Artaud!, peça que foi realizada no minúsculo espaço do porão do teatro, e que era apresentada para uma plateia de apenas 50 lugares, a que se dirigia uma linguagem feita com economia de meios e, ao mesmo tempo, essencialmente teatral.
Nos anos 80, o diretor e a equipe do Teatro Ipanema tiveram dificuldade de adaptar seu trabalho às exigências do mercado e às expectativas do público. A partir do fim dos anos 80, tornaram-se raras as aparições em cena do diretor.[carece de fontes?]
Muitos atores brasileiros iniciaram sua carreira sendo dirigidos por Ivan, entre eles José Wilker e José de Abreu, este último declarou que seu auge no teatro foi sua interpretação na peça “O Beijo da Mulher Aranha”, dirigida por Ivan em 1981.
A peça “O Beijo da Mulher Aranha” atingiu tal sucesso de crítica e público que foi uma das selecionadas, em 1982, pelo Movimento Pró-Jovem, coordenado pelo animar e promotor cultural, e professor Dymas Joseph, para promover a ida de estudantes e jovens ao teatro, a maioria pela primeira vez na vida, divulgando e promovendo várias 7 apresentações. Tal iniciativa inaugurou, no Rio de Janeiro, as apresentações teatrais fora dos horários habituais, com exibições nas tardes de dias de semana, nas manhãs de finais de semana, e em dias alternativos, à noite de segundas e terças-feiras; uma concepção do então assistente de produção Flávio Pietrobon Costa.
Segundo o crítico Yan Michalski: "Um dos mais completos encenadores brasileiros (…), Ivan de Albuquerque também é um dos que conseguem equilibrar harmoniosamente um artesanato sólido e seguro e uma aguda capacidade de análise de textos com uma generosa abertura para linguagens novas e experimentais".
Ivan de Albuquerque atuou também, como ator, no cinema e na televisão.
No dia 28 de outubro de 2001, aos 69 anos, o ator e diretor morreu vítima de um câncer no intestino.

## No cinema e na televisão
Os principais trabalhos realizados por Ivan no cinema e na televisão são:
- Orfeu (1999)
- O Trapalhão e a Luz Azul (1999)
- Zazá (1997)
- Explode Coração (1995)
- Fera Ferida (1993)
- Amazonia (1991)
- O Portador (1991)
- Desejo (1990)
- República (1989)
- Abolição (1988)
- Vale Tudo (1988)
- Helena (1987)
- O Tempo e o Vento (1985)
- O Amor É Nosso (1981)
- Amizade Colorida  (1981)
- Saramandaia (1976)
- Os Fantoches (1967)
- Todas as Mulheres do Mundo (1967)